# Desert Dispatch
Desert Dispatch là một tờ báo tại thị trấn Barstow, California, được thành lập vào năm 1910. Thomson báo mua Dispatch vào năm 1978. Năm 1995, Thomson bán tờ báo này cho Freedom Communications. Năm 2014, Freedom đã bán tờ báo cho New Media Investment Group.